# Bácsalmás
Bácsalmás [ˈbaːtʃɒlmaːʃ] (deutsch Almasch und Batschalmasch, kroatisch Aljmaš und Bačaljmaš) ist eine ungarische Stadt mit knapp 7000 Einwohnern (Stand 2011) im gleichnamigen Kreis im Komitat Bács-Kiskun. Sie liegt etwa 200 km südlich von Budapest unmittelbar an der Grenze zu Serbien.

## Deutsche und kroatische Minderheiten
Vor dem Zweiten Weltkrieg war Almasch/Bácsalmás eine multiethnische Gemeinde mit einer starken Minderheit von Deutschen (Donauschwaben) und Kroaten. Nach der Vertreibung eines wesentlichen Teils der Deutschen im Jahr 1946 wurden ungarische Flüchtlinge aus der heutigen Slowakei angesiedelt. Gleichzeitig haben sich die Kroaten in den letzten Jahrzehnten nach und nach assimiliert. Bei der Volkszählung im Jahr 2001 gab es nur noch 229 Einwohner, die sich zur deutschen Minderheit zugehörig erklärten und 125 Einwohner zur kroatischen.

## Bevölkerungsentwicklung
| Jahr | Einwohner | ungarisch | deutsch | sonstige |
| ---- | --------- | --------- | ------- | -------- |
| 1880 | 8000      | 1829      | 4660    | 1511     |
| 1890 | 8458      | 1821      | 5114    | 1523     |
| 1900 | 9301      | 3297      | 4673    | 1311     |
| 1910 | 11498     | 3808      | 6295    | 1395     |
| 1920 | 11517     | 2982      | 7030    | 1505     |
| 1932 | 13045     | 4451      | 7306    | 1288     |

| Jahr | Einwohner | ungarisch | deutsch | sonstige |
| ---- | --------- | --------- | ------- | -------- |
| 1980 | 8562      |           |         |          |
| 1990 | 7856      |           |         |          |
| 2001 | 7650      |           |         |          |
| 2011 | 6573      |           |         |          |
| 2013 | 6811      |           |         |          |
| 2014 | 6723      |           |         |          |
| 2018 | 6453      |           |         |          |
| 2019 | 6379      |           |         |          |

## Städtepartnerschaften
- Bezdan in Serbien, seit 1966
- Backnang in Deutschland, seit 1988
- Bizovačke toplice in Kroatien, seit 1994
- Gizałki in Polen, seit 2003
- Bajmok in Serbien, seit 2005
- Veľký Meder in der Slowakei
- Borsec in Rumänien

## Bekannte Personen
- Matija Evetović (1894–1972), Schriftsteller
- Ernő Polgár (1954–2018), Schriftsteller, Literatur-Organisator, Dramaturg und Kulturwissenschaftler
- Csaba Földes (* 1958), Germanist und Hochschuldozent